# Chiesa di San Leonardo (Venezia)
La chiesa di San Leonardo è un edificio religioso sconsacrato della città di Venezia ubicato nel sestiere di Cannaregio lungo la Strada Nova.

## Storia
Assume fin dai primi tempi il titolo di parrocchiale: secondo la tradizione la chiesa fu fondata nel corso del 1025 con il concorso della famiglia Crituazio, anche se il primo documento in cui viene citata la sua esistenza risale al 1089.
Il restauro cui la chiesa fu sottoposta nel corso della prima metà del XIV secolo, che determinò la riconsacrazione il 4 maggio 1343 (avvenimento ricordato in una lapide oggi conservata presso il Museo del Seminario), si fermò quasi sicuramente al livello di ristrutturazione, poiché nella veduta prospettica realizzata da Jacopo de' Barbari nel 1500, la chiesa si rifà ancora a modelli bizantini, testimoniati dalla pianta basilicale a tre navate con i fianchi scanditi da lesene e dall'asse longitudinale che corre parallelo al corso del vicino rio San Leonardo (poi divenuto rio terà). Ad esso si rivolge il lato sinistro della chiesa, alquanto arretrato rispetto alla riva, a formare il campo San Leonardo ancora oggi esistente e sul quale si apre l'ingresso laterale.
Chiesa di giuspatronato laico, il pievano era designato dai convicini titolari di immobili in parrocchia; solo successivamente questi veniva confermato dal vescovo. 
Dal 1395 divenne pure chiesa collegiata, retta da un capitolo composto di soli due preti titolati: in quell'anno, infatti, il Consiglio dei Dieci autorizzava l'erezione nella chiesa di una confraternita dedicata allo stesso san Leonardo, con i proventi della quale mantenere un secondo sacerdote a servizio della parrocchia.
La parrocchia era affiliata in antico alla cattedrale di San Pietro apostolo: gli obblighi legati al rapporto di filiazione imponevano al pievano e ai titolati della chiesa di San Leonardo, tra gli altri, di assistere il sabato santo alla benedizione del fonte battesimale nella chiesa matrice, ricevendone l'acqua benedetta per il battistero della propria parrocchia, oltre a cespiti di vario genere fissati dalla consuetudine.
Nel 1595 crolla improvvisamente il campanile, mentre verso la fine del Settecento le condizioni statiche dell'edificio risultavano essere ormai così critiche da consigliare una totale ricostruzione.
Il progetto venne affidato a Bernardino Maccaruzzi, (allievo di Giorgio Massari), che trasformò l'interno nell'unica attuale navata, mantenendo però l'orientamento del vecchio edificio, cioè volgendo al campo il fianco sinistro che una fila di basse casette ad un piano occultano sino all'altezza dell'area del presbiterio. I lavori poterono dirsi conclusi nel 1794.
Soppressa nel 1807 in seguito ai decreti napoleonici, la chiesa venne spogliata di ogni suo ornamento (altari e dipinti) ed adibita a deposito di carbone mentre il suo territorio venne suddiviso tra le parrocchie di San Marcuola (Santi Ermagora e Fortunato) e di San Geremia. In anni più recenti, dopo essere stata utilizzata a lungo quale sala prove della Banda municipale, il Comune di Venezia, attuale proprietario, ha operato un restauro che l'ha trasformata in sala pubblica polivalente.